# Dual SIM

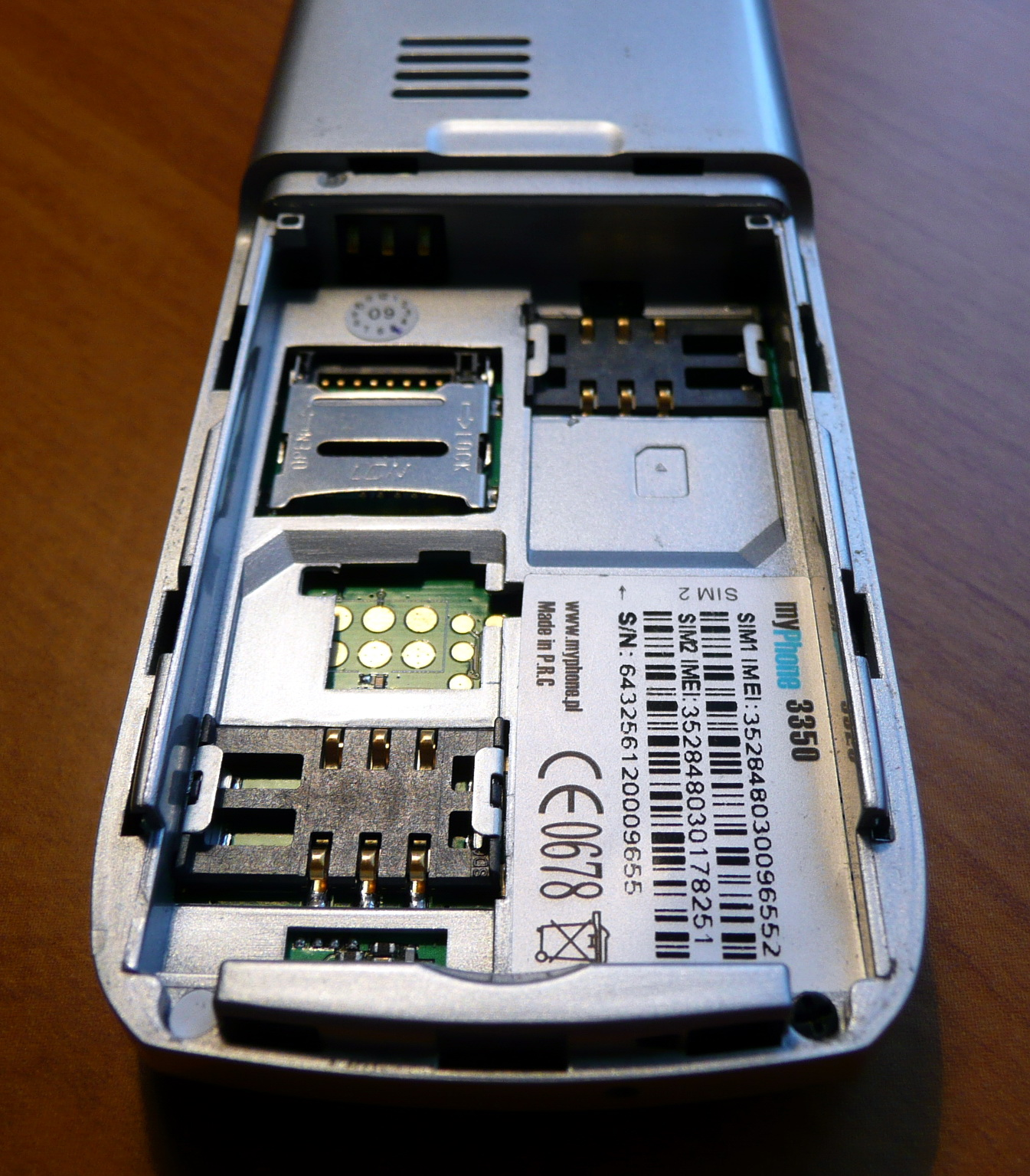
myPhone 3350 – widoczne dwa sloty na karty SIM oraz slot na kartę microSD

Dual SIM – funkcja dostępna w niektórych modelach telefonów komórkowych, umożliwiająca korzystanie z dwóch kart SIM za pośrednictwem jednego telefonu komórkowego. Wiąże się to z posiadaniem przez taki aparat telefoniczny dwóch slotów na karty SIM.
Wyróżnia się trzy rodzaje trybów dual sim:
- aktywny – najbardziej zaawansowany rodzaj dual sim, w którym urządzenie posiada dwie odrębne anteny GSM, dzięki czemu obydwie karty pozostają aktywne przez cały czas, także podczas prowadzenia przez jedną z nich połączenia głosowego lub transmisji danych
- standby – tryb, w którym obydwie karty pozostają aktywne, jednak w momencie rozpoczęcia przez jedną z nich połączenia głosowego lub transmisji danych, druga karta jest wyłączana
- pasywny – tryb, w którym tylko jedna karta jest aktywna, wybór karty zależy od ręcznego ustawienia przez użytkownika

Na rynku dostępne są również specjalne adaptery Dual SIM, które umożliwiają korzystanie z dwóch kart SIM w telefonach pozbawionych funkcji Dual SIM. Pozwalają one jednak w danej chwili na korzystanie tylko z jednej karty SIM; jednocześnie druga pozostaje na ten czas nieaktywna. W przypadku starszych wersji adapterów skorzystanie z drugiej karty SIM wymagało ponownego uruchomienia telefonu, natomiast w nowszych możliwe jest przełączanie się pomiędzy kartami za pomocą specjalnego menu, które pojawia się w opcjach telefonu w momencie zainstalowaniu adaptera lub poprzez wpisanie odpowiedniego kodu.
Dostępne na rynku adaptery Dual SIM można ogólnie podzielić na dwie grupy:
- wymagające wycinania chipów – adapter należący do tej grupy jest wielkości zwykłej karty SIM. Aby z niego skorzystać należy odpowiednio wyciąć chipy z obu kart i zamontować je w adapterze, a następnie sam adapter zamontować w telefonie jak zwykłą kartę SIM.
- niewymagające wycinania chipów – w należącym do tej grupy adapterze montuje się dwie karty SIM w całości. Karty są połączone cienką taśmą, którą przy wkładaniu do telefonu należy wygiąć tak, aby druga karta SIM znajdowała się na baterii. Ten typ adaptera początkowo pobierał nawet dwa razy więcej energii z baterii telefonu komórkowego, jednak w nowszych rozwiązaniach znacząco zmniejszono zapotrzebowanie na nią.